# 1723 en littérature
| Années de la littérature : 1720 - 1721 - 1722 - 1723 - 1724 - 1725 - 1726    |
| Décennies de la littérature : 1690 - 1700 - 1710 - 1720 - 1730 - 1740 - 1750 |

Cet article présente les faits marquants de l'année 1723 en littérature.

## Événements
- 23 novembre : le philosophe rationaliste Christian von Wolff est banni de Prusse pour athéisme et fatalisme ; il quitte Halle pour enseigner la philosophie à Marbourg (fin en 1740)[1].

## Parutions
- Mars : Pietro Giannone, Istoria civile del regno di Napoli, Niccolo Naso, 1723 (présentation en ligne). L’« Histoire civile du royaume de Naples » attise l’affrontement entre l’Église et l’État à Naples. Giannone doit fuir à Vienne en mai 1723 et son livre est mis à l'index le 1er juillet[2].

- Ludovico Antonio Muratori, Rerum italicarum scriptores (en), vol. 1, Milan, Société palatine milanèse, 1723 (présentation en ligne), premier tome d'une série de 28 volumes publiés de 1723 à 1751.

- Voltaire, La Ligue ou Henry le Grand, poëme épique, Genève, Jean Mokpap, 1723 (présentation en ligne), plusieurs fragments de la Henriade imprimée à Londres en 1728.

- James Anderson, The Constitutions of the Free-masons, London, printed by William Hunter, for John Senex and John Hooke, 1723 (présentation en ligne), les « Constitutions d'Anderson ».

## Naissances
- 11 juillet : Jean-François Marmontel, encyclopédiste et académicien français.

## Décès
- 11 mai : Jean Galbert de Campistron, auteur dramatique (Toulouse, 1656-1723).